# Орден Дружбы (Таджикистан)
Орден Дружбы (тадж. Ордени Дӯстӣ) — государственная награда Республики Таджикистан.

## Статут
Орденом Дружбы награждаются государственные и общественные деятели, деятели науки и культуры, литературы и искусства и другие граждане Республики Таджикистан за активную и плодотворную деятельность по укреплению мира, дружбы и сотрудничества между народами, защите прав человека и его социальных интересов, за большой личный вклад в развитие и умножение духовного и интеллектуального потенциала Республики Таджикистан.

## Степени
Орден имеет одну степень.